# Thomas Langrell Harris

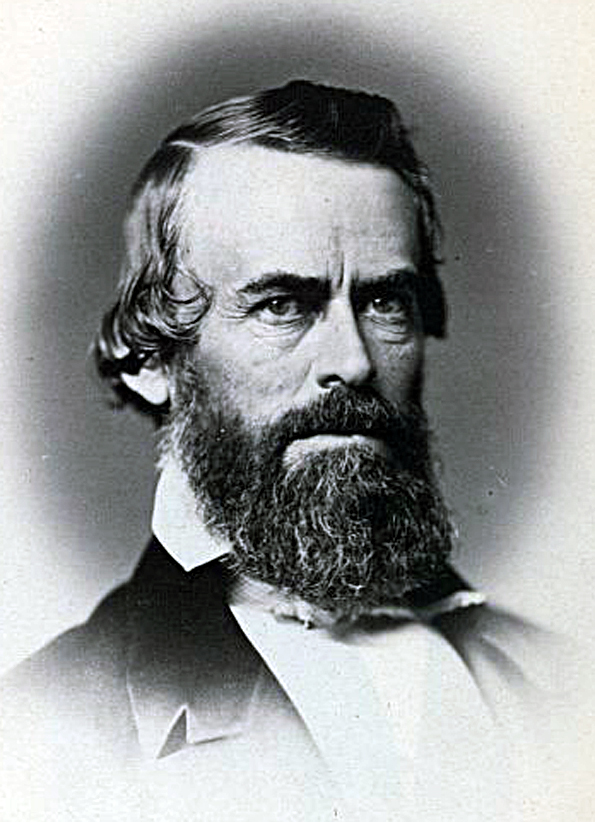
Thomas Langrell Harris

Thomas Langrell Harris (1816 – 1858) was een Amerikaanse politicus uit de staat Illinois voor de Democratische Partij.
Afgestudeerd als advocaat, diende Harris als vrijwilliger tijdens de Mexicaanse Oorlog van 1848. In 1849 werd won hij bij verkiezingen een zetel in het Huis van Afgevaardigden alwaar hij tot 1851 lid bleef en daarna van 1855 tot aan zijn overlijden. Harris gold als een trouwe medestander van senator Stephen Douglas.
- Library of Congress Control Number: no2008076096
- SNAC: w6hd98p9
- Biographical Directory of the United States Congress: H000255
- Virtual International Authority File: 73665797
- WorldCat: E39PBJwtjqbJCPcDTmmJrvmmVC